# دختر ژنرال پانکراتوف
دختر ژنرال پانکراتوف (لهستانی: Córka generała Pankratowa) یک درام تاریخی لهستانی است که در سال ۱۹۳۴ منتشر شد.

## گزیدهٔ بازیگران
- نورا نی
- فرانچیشک برادنیویچ
- کاژیمیش یونوشا-استئوپوفسکی
- الکساندر ژابچینسکی
- میه‌چیسواف سیبولسکی
- یرژی لشچینسکی
- ماریا بوگدا
- هلنا بوچینسکا
- استانیسواوا پژانوفسکا
- زیگمونت خمیه‌لفسکی
- استفانیا گورسکا
- واندا یارشفسکا
- راموآلد گیراشینسکی
- فلیکس ژوکوفسکی
- تادئوش فی‌یفسکی
- استانیسواف گرولیتسکی
- هنریک ژنتوفسکی